# Voldemort : Les Origines de l'héritier
Pour plus de détails, voir Fiche technique et Distribution.
Voldemort : Les Origines de l'héritier (Voldemort: Origines of the Heir) est un film dark fantasy italien en anglais, réalisé par Gianmaria Pezzato. Il s'agit d'une préquelle non officielle de la série de films Harry Potter.

## Synopsis
Fraîchement diplômé de Poudlard, l'élève prodigue Tom Jedusor disparaît durant une décennie.
À son retour, il est plus puissant que jamais et endosse désormais une nouvelle identité. Obnubilé par l'immortalité, celui qui répond désormais au nom de Lord Voldemort s'apprête à commettre l'impensable : la création des Horcruxes.
Grisha, l'héritière de Godric Gryffondor et ancienne amie de Jedusor, tente de s'élever face à cette menace. Mais peut-elle vraiment sauver Tom des ténèbres ?

## Fiche technique
- Titre original : Voldemort: Origines of the Heir
- Titre français : Voldemort : Les Origines de l'héritier[1]
- Réalisation :	Gianmaria Pezzato
- Scénario : Gianmaria Pezzato, adapté des personnages de Harry Potter et le Prince de sang-mêlé de J. K. Rowling
- Musique : Matthew Steed, Stefano Prestia
- Photographie : Michele Purin
- Production : Stefano Prestia
- Compagnie de production : Tryangle Films
- Durée : 53 minutes
- Pays :  Italie
- Langue : Anglais
- Budgetː 15 000 €[2]
- Date de sortie : 13 janvier 2018[2]

## Distribution
- Stefano Rossi : Tom Jedusor, héritier de Salazar Serpentard
  - Davide Ellena : Tom Jedusor sous l'apparence de Voldemort
- Maddalena Orcali : Grisha McLaggen, auror et héritière de Godric Gryffondor
- Andrea Deanisi : Wiglaf Sigurdsson, héritier de Rowena Serdaigle
- Andrea Bonfanti : Lazarus Smith, héritier d'Helga Poufsouffle
- Gelsomina Bassetti : Hepzibah Smith, la tante de Lazarus et célèbre descendante d'Helga Poufsouffle
- Alessio Dalla Costa : le général Makarov, un auror soviétique expérimenté

## Développement
Le film a été conçu comme une préquelle officieuse de la saga Harry Potter, :

« Il y a quelques indices dans les livres qui n'ont pas été transposés à l'écran, mais beaucoup de choses restent inconnues. C'est ce que notre histoire veut raconter: l'avènement du Seigneur des Ténèbres, avant Harry Potter et sa première défaite. »

— Gianmaria Pezzato
Le film, créé par Gianmaria Pezzato et Stefano Prestia (producteur exécutif), est financé par une campagne de financement public, annoncée sur Kickstarter en 2016. Ils opèrent sous le nom de Tryangle Films.

## Accueil
Une première bande-annonce du film sort officiellement en juin 2017, sur Facebook et YouTube. Le 1er décembre 2017, la bande-annonce finale est diffusée sur YouTube et dépasse le million de visionnements avant la diffusion du film.
Dès son premier jour de diffusion, le film dépasse les 100 000 visionnements en moins de 30 minutes. À la fin du premier mois de sa diffusion, il atteint plus de 10 750 000 visionnements et près de 4 millions de plus à la fin de l'année.

## Litige
Le litige avec Warner Bros a mis fin au financement participatif en raison de violations du droit d'auteur. Les défendeurs ont accepté de ne pas générer de profit,,.